# Ángel Correa
Ángel Martín Correa Martínez (ur. 9 marca 1995 w Rosario) – argentyński piłkarz występujący na pozycji napastnika lub skrzydłowego, reprezentant Argentyny. Złoty medalista Mistrzostw Świata 2022 oraz Copa América 2021. Posiada również obywatelstwo hiszpańskie. Wychowanek San Lorenzo.

## Kariera klubowa

### San Lorenzo
Correa dołączył do młodzieżówki San Lorenzo w 2007, w wieku 12 lat. W 2012 był bliski przejścia do Benfici na zasadzie wolnego transferu, ale ostatecznie do transferu nie doszło. 23 września 2012 Correa podpisał zawodowy czteroletni kontrakt z San Lorenzo i awansował do pierwszej drużyny w styczniu 2013. Zadebiutował w przegranym 0-1 meczu z Newell’s Old Boys. Sezon zakończył z 13 występami, strzelając 4 gole.

### Atletico Madryt
27 maja 2014 zgodził się na transfer do Atletico. San Lorenzo otrzymało 7,5 mln €. Podpisał pięcioletni kontrakt i dołączył do klubu po zwycięstwie w Copa Libertadores w 2014. W czerwcu 2014 okazało się, że Correa ma nowotwór serca. Po przejściu operacji 18 czerwca 2014 w Nowym Jorku rozpoczął treningi w sierpniu tego samego roku i oficjalnie dołączył w grudniu tego samego roku.
22 sierpnia 2015 Correa zadebiutował w wygranym 1-0 meczu z UD Las Palmas, zmieniając Ólivera Torresa.

## Występy klubowe
Aktualne na 19 lutego 2023
| Klub            | Liga                         | Sezon           | Liga  | Liga | Puchar | Puchar | Kontynentalne | Kontynentalne | Inne  | Inne | Suma  | Suma |
| Klub            | Liga                         | Sezon           | Mecze | Gole | Mecze  | Gole   | Mecze         | Gole          | Mecze | Gole | Mecze | Gole |
| --------------- | ---------------------------- | --------------- | ----- | ---- | ------ | ------ | ------------- | ------------- | ----- | ---- | ----- | ---- |
| San Lorenzo     | Argentyńska Primera División | 2012/13         | 13    | 4    | 1      | 0      | 2             | 0             | -     | -    | 16    | 4    |
| San Lorenzo     | Argentyńska Primera División | 2013/14         | 35    | 6    | 1      | 0      | 9             | 2             | 1     | 0    | 45    | 8    |
| SUMA            | SUMA                         | SUMA            | 48    | 10   | 2      | 0      | 11            | 2             | 1     | 0    | 61    | 12   |
| Atletico Madryt | La Liga                      | 2014/15         | 0     | 0    | 0      | 0      | 0             | 0             | -     | -    | 0     | 0    |
| Atletico Madryt | La Liga                      | 2015/16         | 26    | 5    | 5      | 2      | 5             | 1             | -     | -    | 36    | 8    |
| Atletico Madryt | La Liga                      | 2016/17         | 31    | 4    | 7      | 4      | 9             | 0             | -     | -    | 47    | 8    |
| Atletico Madryt | La Liga                      | 2017/18         | 37    | 8    | 4      | 0      | 15            | 1             | -     | -    | 56    | 9    |
| Atletico Madryt | La Liga                      | 2018/19         | 36    | 3    | 4      | 2      | 9             | 0             | 1     | 0    | 49    | 5    |
| Atletico Madryt | La Liga                      | 2019/20         | 33    | 5    | 1      | 1      | 8             | 0             | 2     | 1    | 44    | 7    |
| Atletico Madryt | La Liga                      | 2020/21         | 38    | 9    | 2      | 0      | 8             | 0             | -     | -    | 48    | 9    |
| Atletico Madryt | La Liga                      | 2021/22         | 36    | 12   | 2      | 0      | 10            | 1             | 1     | 0    | 49    | 13   |
| Atletico Madryt | La Liga                      | 2022/23         | 21    | 5    | 4      | 1      | 6             | 0             | -     | -    | 31    | 6    |
| SUMA            | SUMA                         | SUMA            | 258   | 51   | 28     | 10     | 68            | 3             | 4     | 1    | 360   | 65   |
| SUMA W KARIERZE | SUMA W KARIERZE              | SUMA W KARIERZE | 306   | 60   | 29     | 10     | 80            | 5             | 5     | 1    | 421   | 77   |

## Kariera reprezentacyjna
4 września 2015 Correa zaliczył debiut w seniorskiej reprezentacji w wygranym 7:0 meczu z Boliwią, jako zmiennik Ezequiela Lavezziego. W tym meczu strzelił pierwszego reprezentacyjnego gola.

## Sukcesy

### San Lorenzo
- Mistrzostwo Argentyny: 2013 Inicial
- Copa Libertadores: 2014

### Atlético Madryt
- Mistrzostwo Hiszpanii: 2020/2021
- Liga Europy UEFA: 2017/2018
- Superpuchar Europy UEFA: 2018

### Reprezentacyjne
- Mistrzostwo Świata: 2022
- Copa América: 2021
- Superpuchar CONMEBOL–UEFA: 2022
- Mistrzostwo Ameryki Południowej U-20: 2015